# Bandeira de Tiumen
A Bandeira de Tiumen é um dos símbolos oficiais do Oblast de Tiumen, uma subdivisão da Federação Russa. Aprovado 15 de abril de 1996.

## Descrição
Seu desenho  consiste em um retângulo de proporções largura-comprimento de 2:3. O retângulo está dividido em três faixas de larguras iguais nas cores branca, para a superior, azul, para a intermediária, e verde, para a inferior. No lado do mastro está a base de um triângulo isósceles vermelho cujo vértice encontra-se na metade da largura da faixa azul. No meio da faixa azul estão dispostas, horizontalmente e equidistantes, três coroas amarelas estilizadas feitas a partir de elementos de ornamentos tradicionais dos povos do norte da Rússia. A primeira coroa esquerda, branca de contornos amarelos, reproduz exatamente o escudo da região de Tiumen.

## Simbolismo
O elemento decorativo da bandeira é bastante semelhante ao encontrado na Bandeira da Khântia-Mânsia, bem como do padrão decorativo usado nas bandeiras dos okrugs da Nenetsia e Iamália. A bandeira de Tiumen segue um padrão muito comuns nas bandeiras das regiões que compreendem a Sibéria, ou seja usa as cores branca, azul e verde.